# Julius Alexander Schnars
Julius Alexander Schnars (* 14. Juni 1812 in Hamburg; † 3. Juni 1889 ebenda) war ein deutscher Kaufmann.

## Leben
Julius Alexander Schnars war ein Sohn des Hamburger Kaufmanns Johann Christopher Wilhelm Schnars (1782–1866) und seiner Ehefrau Johanna Sophia Friederike, geborene Wichers (1781–1846).
Carl Wilhelm Schnars war sein Bruder, Hugo Schnars-Alquist sein Neffe.
Schnars gründete am 5. April 1838 gemeinsam mit seinem Schwager Adolph Brock in Hamburg ein kaufmännisches Geschäft unter der Firma Brock & Schnars. Sie errichteten 1847 am Teerhof die erste Reisschälmühle Hamburgs. Schnars war zudem Aufsichtsratsmitglied der Vereinsbank und der Hypothekenbank in Hamburg, der Warenkreditanstalt Altona, der Bergedorfer Bierbrauerei sowie verschiedener See- und Feuerversicherungen.

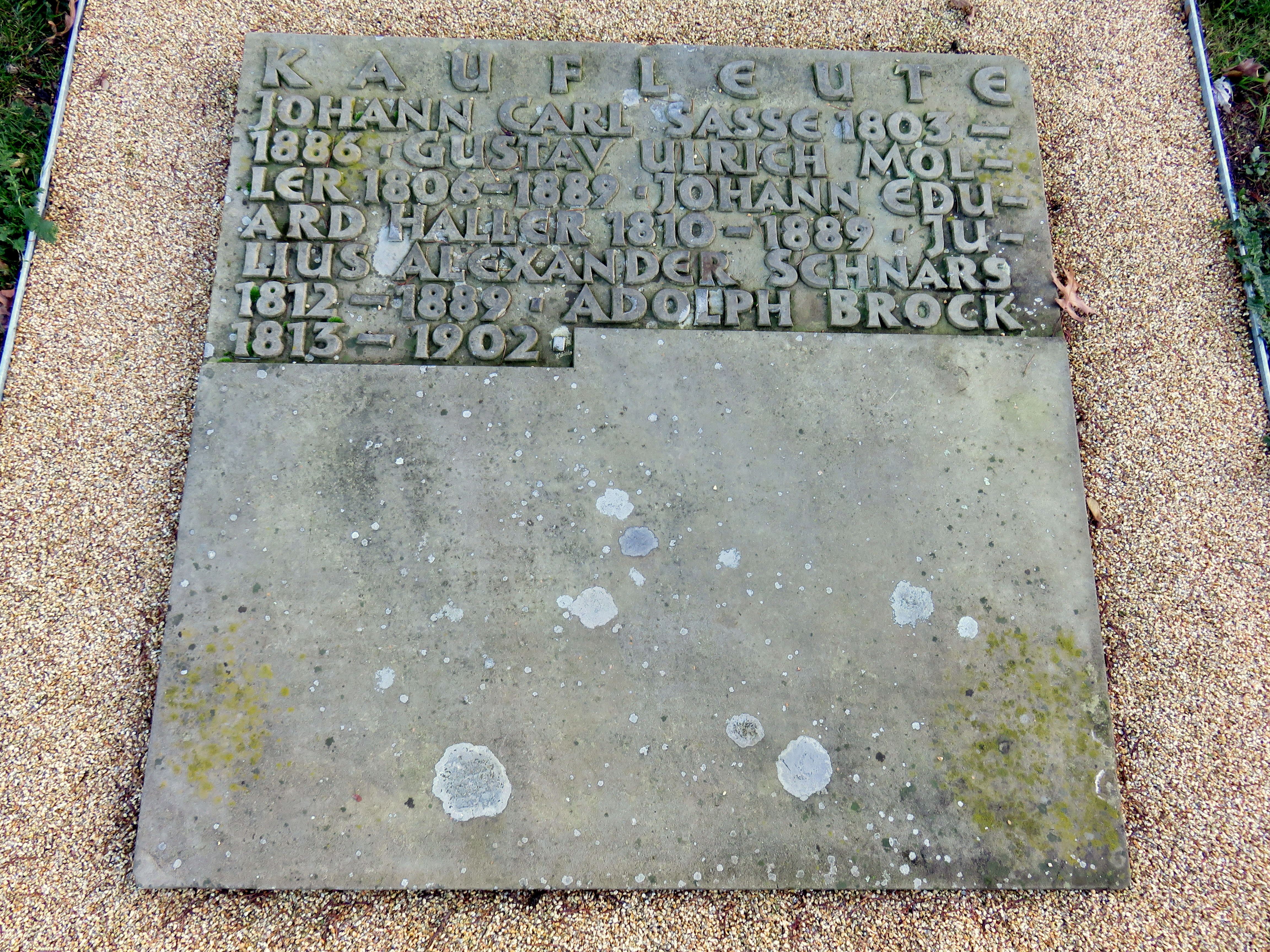
Julius Alexander Schnars, Friedhof Ohlsdorf

Er fungierte von 1855 bis 1857 ehrenamtlich als Handelsrichter, 1858 bis 1860 als Niederrichter und war 1861 Mitglied des Obergerichts. 1863 war Schnars kurze Zeit Deputierter der Commerzdeputation. In dieser Eigenschaft war er Mitglied der Maklerordnung und wurde in die Zolldeputation entsandt. Von 1865 bis 1869 gehörte er dem Bankenkollegium an.
Schnars war von 1859 bis 1860 Mitglied der Hamburgischen Bürgerschaft.
Julius Alexander Schnars heiratete am 30. Mai 1840 Bertha Otte (1815–1873), sie hatten eine Tochter.
An Julius Alexander Schnars wird auf der Sammelgrabplatte Kaufleute (II d) des Althamburgischen Gedächtnisfriedhofs, Friedhof Ohlsdorf, erinnert.